# Josef Böck (zapaśnik)
Josef Böck (ur. 22 czerwca 1913 w Monachium, zm. 6 maja 1999 w Fürstenfeldbruck) – niemiecki zapaśnik walczący przeważnie w stylu wolnym. Olimpijczyk z Berlina 1936, gdzie zajął jedenaste miejsce w wadze piórkowej.
Mistrz Niemiec w 1936; drugi w 1940 i 1950; trzeci w 1949 roku w stylu wolnym.

## Letnie Igrzyska Olimpijskie 1936
| Konkurencja      | Rundy eliminacyjne     | Rundy eliminacyjne      | Klas. końcowa |
| Konkurencja      | Przeciwnik I           | Przeciwnik II           | Miejsce       |
| ---------------- | ---------------------- | ----------------------- | ------------- |
| 61 kg styl wolny | Norman Morrell (GBR) P | Gösta Frändfors (SWE) P | 11.           |